# Shahrak-e Yāser
Shahrak-e Yāser är en ort i Iran.   Den ligger i provinsen Khuzestan, i den centrala delen av landet, 400 km söder om huvudstaden Teheran. Shahrak-e Yāser ligger 531 meter över havet och antalet invånare är 404.
Terrängen runt Shahrak-e Yāser är huvudsakligen kuperad, men den allra närmaste omgivningen är platt. Runt Shahrak-e Yāser är det ganska glesbefolkat, med 50 invånare per kvadratkilometer. Närmaste större samhälle är Shū Gol-e Ḩājjīvand, 4,3 km öster om Shahrak-e Yāser. Omgivningarna runt Shahrak-e Yāser är i huvudsak ett öppet busklandskap.